# Esfandiar Rahim Maschaie

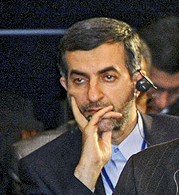
Esfandiar Rahim Maschaie

Esfandiar Rahim Maschaie, auch Esfandiar Rahim Maschai (* 25. Ābān 1399 h. š. (16. November 1960) im Dorf Maschā Kalāyeh, bei Rāmsar, Iran) (persisch اسفندیار رحیم مشایی, DMG Esfandiyār Raḥīm Mašāyī), ist ein iranischer Politiker. Im Kabinett Ahmadineschād I war er Vizepräsident für Kultur und Tourismus. Im Juli 2009 wurde er kurzfristig als Erster Vizepräsident der Islamischen Republik Iran vorgeschlagen. Er gilt als enger Mitarbeiter, Freund und Berater von Mahmud Ahmadineschād.

## Leben
Maschaie studierte Elektrotechnik bis zum Bachelor an der Technischen Hochschule Isfahan. Anfang der 1980er-Jahre begann Maschaie seine Karriere als Mitarbeiter des Geheimdienstes Sepah in der iranischen Provinz Māzandarān. Er wechselte in die iranische Provinz Kordestān, wo er an der Niederschlagung kurdischer Rebellionen beteiligt war. Allerdings wird ihm attestiert, die Politik der Eisernen Faust durch eine mehr an Kultur orientierte Politik bei allen sicherheitspolitischen Fragen der multikulturellen Region ersetzt haben zu wollen. Bei den Arbeiten in Kordestān ist er erstmals in Kontakt mit dem späteren Präsidenten Mahmud Ahmadineschād gekommen.
Am 31. Dezember 2007 wurde er zum Leiter des neu gegründeten nationalen Zentrums für Globalisierungsforschung ernannt. Seine Tochter ist mit dem Sohn des ehemaligen iranischen Präsidenten Mahmud Ahmadineschād verheiratet.

## Vizepräsident für Kultur und Tourismus
Maschaie wurde als Minister vorgeworfen, er zerstöre mutwillig kulturelles Erbe im Iran, namentlich durch den Bau des Sivand-Staudammes in der Provinz Fars, der die Altertümer von Pasargadae bedrohe, so unter anderem das Grab von Großkönig Kyros II. Iranische Kulturschaffende und Archäologen richteten in dieser Angelegenheit mehrfach Appelle an die UNESCO.
Maschaie stellte mehrfach die Beziehungen des Irans zum israelischen Volk als positiv dar. So sagte er gemäß der Zeitung Kargozaran: 

“I had said this before that we do not have any hostility against the Israeli people and I still say the same thing proudly”

„Ich hatte bereits gesagt, dass unsere Beziehungen zum israelischen Volk nicht feindselig sind, und stolz sage ich noch immer dasselbe.“

Zudem stellte er klar: „Not all the Israeli people are wearing (military) boots on the street“ („Nicht das ganze israelische Volk trägt (militärische) Stiefel auf der Straße“). Maschaie weigerte sich, die Aussagen zurückzunehmen, obwohl der Oberste Rechtsgelehrte Ali Chamene’i die Aussagen als „unlogisch“ bezeichnet hatte.

## Erster Vizepräsident
Am 17. Juli 2009 wurde Maschaie von Präsident Mahmud Ahmadineschād zum Ersten Vizepräsidenten ernannt. Er ersetzte Parwiz Dawudi. Die Ernennung löste große Proteste im konservativen Lager aus.
Nach tagelangen Auseinandersetzungen innerhalb der Staatsführung wies Chamene'i Ahmadineschād an, Maschaie unverzüglich zu entlassen. Nachdem am 24. Juli 2009 ein Schreiben Chamene'is veröffentlicht wurde, in dem er die Ernennung Maschaies als „gegen die Interessen der Regierung“ laufend bezeichnet hatte, beugte sich Ahmadineschād der Anweisung und entließ seinen Stellvertreter. Anschließend ernannte er ihn zu seinem Bürochef und Berater. Sein Nachfolger als Erster Vizepräsident wurde Mohammad Reza Rahimi.
Am 1. Dezember 2012 wurde Maschaie von Präsident Ahmadineschād zum „Leiter des Sekretariats der Blockfreien Staaten“ ernannt, der Iran hatte den damaligen Vorsitz der Blockfreien Staaten inne. Dies wurde von Analysten als Vorbereitung für die Präsidentschaftskandidatur Maschaie's für die Wahlen 2013 gewertet.